# الفوارة (القصيم)
الفوارة وتقع في عالية نجد مركز فئة (أ) في غرب منطقة القصيم في السعودية، ويرتبط مباشرة في إمارة منطقة القصيم.

## الموقع الجغرافي
تقع الفوارة في الشمال الغربي من منطقة القصيم، وتبعد عن مدينة بريدة مقر إمارة منطقة القصيم حوالي 135 كيلومتر «بخط مستقيم»، أما طول الطريق المعبد فهو 170 كيلومتر ويمر بها الطريق مابين منطقتي القصيم وحائل الذي يتجه شمالاً ماراً بمحافظة سميراء، وتقع الفوارة على ضفاف وادٍ كبير ينحدر من جبال الخرشاء والتين وهيفاء وهو أحد فروع وادي الجرير ويسمى باسمها. ومركز الفوارة يعتبر البوابة الشمالية الغربية لمنطقة القصيم، وتمتاز بوجود السهول الشاسعة والمراعي الخضراء خاصة في فصل الشتاء.

## التسمية
بفتح الفاء فواو مشددة مفتوحة فألف ثم راء مفتوحة فهاء.
الفوارة في اللغة كما ذكرها المنجد في اللغة والإعلام: تعني منبع الماء، وهو عند العامة يختص بما يفور صاعداً.
وذكرها الفيروز آبادي في مؤلفه «قاموس المحيط» انها منبع ماء، وهي قرية تقع بجنب الظهران، الظهران هو جبل يقع شمال الفوارة ويسمى الآن السلسلة. وهذا هو اسمها في القديم والحديث لم يتغير منه حرف ولا حركة.
الفوارة بصيغة المبالغة من فار من الفوران، وسميت بذلك لأنه كان بها عيون تفور مياهها لكثرتها.
ويذكر كبار السن أن الفوارة سميت بهذا الاسم نسبة إلى المياه التي كانت تفور من تلقاء نفسها في زمن سابق.

## الفوارة في كتب المؤرخين
الفوارة قديمة الاستيطان منذ القرن الثاني للهجرة، قال الأصمعي: الفوارة: قرية إلى جنب الظهران وحذاؤها ماء يقال له المقنعة لبني خشرم من بني عبس.
وقال ياقوت: الفوارة بجنب الظهران بها نخيل كثيرة وعيون للسلطان.
وقال الإمام لغدة الأصبهاني وهو يتكلم على منازل بني أسد: وقرية يقال لها الفوارة بجنب الظهران بها نخيل كثيرة وعيون للسلطان.
قوله نخيل كثيرة وعيون للسلطان يلفت النظر إذ ذكر كثرة النخيل ثم جمعه العيون الذي يدل أكثر من عين.
ثم قوله للسلطان أي للدولة أو لمن يتصلون بها صلة النفوذ القوي المستمد من الدولة.
وهذا يدل على أهمية الفوارة في ذلك العهد وأهمية عيونها ونخيلها لاسيما إذا عرفنا ان هذه العبارة لم نر من خلعها على غير الفوارة من بلاد القصيم.
أما جبل الظهران الذي اقترن ذكره بذكر الفوارة فهو الذي يسمي الآن السلسلة ويقع شمال الفوارة، ويبعد عنها حوالي خمسة أكيال.
اشتهرت الفوارة بالعيون والنخل الكثير في تاريخها في صدر الإسلام، وعلى الأخص في القرن الثاني والقرن الثالث، وانها كانت للسلطان.
يقول العبودي: إن بالفوارة عدة عيون بعضها واضح المعالم وبعضها دون ذلك، أما عدد العيون فإن آثارها تدل على أنها بضع عشر عيناً أي ما بين الثلاث عشرة إلى الخمس عشرة. وأغلبها تقع في الجهة الغربية الجنوبية من الفوارة مما يحملني على القول بأن الفوارة القديمة بعيونها ومنازلها وقصورها هي إلى جهة الغرب من البلدة الحالية، ويفصل بين بلدة الفوارة القديمة والبلدة الحالية مسافة قصيرة جداً.
الفوارة بعد عهد العيون
بارت أرض الفوارة، وخربت عمارتها، وغارت عيونها، وماتت نخيلها، التي كانت مزدهرة في القرنين الثاني والثالث للهجرة ولكن نتساءل متى حدث هذا؟!
أجاب العبودي صاحب كتاب معجم بلاد القصيم فقال: إننا نقول والأسى يغمر نفوسنا بأننا لا نستطيع ان نجد اجابة على هذا السؤال، والداعي للأسف ان هذا يحدث في عصور إسلامية دُوِن تاريخ الإسلام فيها في أكثر بلاد المسلمين باستثناء وسط الجزيرة العربية. فمثلاً هل كانت الفوارة عامرة البناء، سارحة العيون وافرة السكان في القرن الخامس الهجري ومهما كانت الإجابة فإننا نتساءل أيضا ما هي الحال بالنسبة اليها في القرون التي تلت ذلك القرن.

## الفوارة لقبيلةمزينة
كانت أول هجرة في منطقة القصيم هي مدينة دخنة اتخذوها جماعته بني مزينة هجرة لهم وكان ذلك في عام 1333 هـ.
وفي عام 1344 هـ أرسل الشيخ عبد الله بن سليمان بن بليهد إلى حجاب بن نحيت أمير قبيلة مزينة ويدعوه أن يسكن في الفوارة، فطلبها من الملك عبد العزيز آل سعود فوهبها له ثم نزل حجاب بن نحيت على ابن بليهد في الفوارة وكان ذلك في أواخر عام 1344 هـ
بعدما نزل حجاب بن نحيت ومن معه من جماعته من مزينة في الفوارة وبعدما اتخذوها هجرةً لهم قاموا ببناء مسجد في عام 1345 هـ وهو من أول الأعمال التي قاموا بها، وكما هو معروف مادة البناء في ذلك الوقت من الطين والتبن المسقوف بحريد النخل وأصبح المسجد يقع في منتصف البلدة محاطاً بالحارات التي وزعت على أفخاذ القبيلة، كل فخذ مستقل وحده، واستقر أهل الفوارة فيها بعدما استتب الأمن في سائر أرجاء هذا الوطن وإدبار أيام السلب والنهب والقتل والثأر القبلي لغير عودة. ولم يكن المسجد للصلاة فحسب بل كان مكاناً للتعليم حيث بدأ التعليم في الفوارة كغيره من البلدان في ذلك الوقت عن طريق «المطوع» والكتاتيب.

## القرى والهجر التابعة للفوارة
- مرغان
- النومانية
- العمودة الشمالية
- العمودة الجنوبية
- الحملية
- الهبيرية
- الجدعية
- الاشيعل
- السلسلة
- المحسنية
- النمرية
- الجرير الشمالي
- الدرعية
- الدسمات
- المحسنية
- الخرشاء
- الرويضات
- قطن